# Kuami Eugene
 (juin 2025).
La mise en forme du texte ne suit pas les recommandations de Wikipédia : il faut le « wikifier ».
Les points d'amélioration suivants sont les cas les plus fréquents. Le détail des points à revoir est peut-être précisé sur la page de discussion.
- Les titres sont pré-formatés par le logiciel. Ils ne sont ni en capitales, ni en gras.
- Le texte ne doit pas être écrit en capitales (les noms de famille non plus), ni en gras, ni en italique, ni en « petit »…
- Le gras n'est utilisé que pour surligner le titre de l'article dans l'introduction, une seule fois.
- L'italique est rarement utilisé : mots en langue étrangère, titres d'œuvres, noms de bateaux, etc.
- Les citations ne sont pas en italique mais en corps de texte normal. Elles sont entourées par des guillemets français : « et ».
- Les listes à puces sont à éviter, des paragraphes rédigés étant largement préférés. Les tableaux sont à réserver à la présentation de données structurées (résultats, etc.).
- Les appels de note de bas de page (petits chiffres en exposant, introduits par l'outil «  Source ») sont à placer entre la fin de phrase et le point final[comme ça].
- Les liens internes (vers d'autres articles de Wikipédia) sont à choisir avec parcimonie. Créez des liens vers des articles approfondissant le sujet. Les termes génériques sans rapport avec le sujet sont à éviter, ainsi que les répétitions de liens vers un même terme.
- Les liens externes sont à placer uniquement dans une section « Liens externes », à la fin de l'article. Ces liens sont à choisir avec parcimonie suivant les règles définies. Si un lien sert de source à l'article, son insertion dans le texte est à faire par les notes de bas de page.
- La présentation des références doit suivre les conventions bibliographiques. Il est recommandé d'utiliser les modèles {{Ouvrage}}, {{Chapitre}}, {{Article}}, {{Lien web}} et/ou {{Bibliographie}}. Le mode d'édition visuel peut mettre en forme automatiquement les références.
- Insérer une infobox (cadre d'informations à droite) n'est pas obligatoire pour parachever la mise en page.

Pour une aide détaillée, merci de consulter Aide:Wikification.
Si vous pensez que ces points ont été résolus, vous pouvez retirer ce bandeau et améliorer la mise en forme d'un autre article.
Kuami Eugene, de son nom de naissance Eugene Kwame Marfo, né le  1er février 1997, est un auteur-compositeur-interprète et producteur de disques ghanéen de High-life et d'Afrobeat. Il est signé chez Lynx Entertainment (en) et Empire Distribution et est connu pour plusieurs chansons, dont Angela, Wish Me Well, Ohemaa, Wa Ye Wie et bien d'autres.
Il a remporté les prix Unsung et New Artist en 2017 et 2018 respectivement aux Ghana Music Awards et aux Ghana Music Awards UK. Il a également reçu le prix de l'artiste le plus prometteur d'Afrique décerné par AFRIMA / LYNXGHANA,.
En 2019, Kwame Eugene a reçu 7 nominations aux Ghana Music Awards et a remporté les prix de l'album de l'année, du producteur de l'année et de l'artiste Highlife de l'année. Il a été couronné Artiste de l'année et Artiste High-life de l'année aux Ghana Music Awards 2020.

## Début de la vie
Kuami Eugene est né d'Alex et Juliana Marfo à Akim Oda, au Ghana,. Son intérêt pour la musique l'a amené à chanter à l'église dès son plus jeune âge, où il a également appris à jouer de la batterie, du clavier et de la guitare. Il a fréquenté le lycée de l'Armée du Salut situé à Akim-Wenchi. Le jeune artiste, qui a grandi dans les environs de Fadama, Central African Republic (en), une banlieue d'Accra, a poursuivi ses études à l'Université Ghana Telecom.

## Carrière musicale
Sa percée s'est produite lorsqu'il a participé au concours MTN Hitmaker. Kuami Eugene a participé à la saison 5 de l'émission de téléréalité MTN Hitmaker (en) au Ghana en 2016, où il a terminé troisième au classement général. Il a été signé peu de temps après chez Lynx Entertainment Lynx Entertainment (en) et a ensuite sorti plusieurs singles. En 2017, Angela  a atteint un million de vues sur YouTube, le plus grand nombre pour un artiste musical de ce label, et a été indiquée comme étant en rotation parmi les 10 meilleures chansons au Ghana. Il est un artiste vedette de « Adwenfi » de DJ Vyrusky (en) et Shatta Wale. En 2018, il a publié une suite de l'histoire dans la chanson Angela intitulée Confusion. Et en juin 2018, il sort le single « Wish Me Well » par douleur, en réponse aux commentaires négatifs qu'il reçoit sur les réseaux sociaux.
Le 25 décembre 2017, il s'est produit au concert annuel Rapperholic (en) de Sarkodie. La même année, il s'est produit au Ghana Music Honors 2017 Edition, au December to Remember 2017, Concert 2017, et au 61e Ghana Independence (en) Celebration Show à l'Indigo 02 à Londres. Kuami Eugene s'est produit sur de nombreuses autres scènes, notamment au Oh My Festival d'Amsterdam, au concert Afrobeats to the World au PlayStation Theatre de New York et à Afronation au Ghana.
En mai 2022, Kuami Eugene a sorti son single « Take Away » et s'est produit à l'  AfroFuture (en)2022 au Ghana,. Kuami Eugene a conservé sa pertinence au fil des années, en publiant des chansons à succès chaque année, et certaines des plus récentes incluent « Monica », « Canopy », « Problem » et « Showdown ».

### Producteur
Eugene a produit un certain nombre de chansons pour lui-même ou pour ses collègues artistes. Vous trouverez ci-dessous quelques-unes des chansons qu'il a produites ;
- Bébé par Akasii[25]
- Paradis de Mysstel[26]
- Fa Meko par Emelia Brobbey[27].

## Reconnaissance
L'artiste légendaire de High-life Amakye Dede (en) a couronné Kuami Eugene comme son successeur dans la musique high-life lors de la 20e édition des Vodafone Ghana Music Awards.
Lors de la 21e cérémonie des Vodafone Music Awards qui s'est tenue au Centre international de conférences d'Accra (en), Kuami Eugene a remporté le prix de l'artiste de l'année, battant la concurrence de Sarkodie, Medikal (en), Kofi Kinaata (en) et Diana Hamilton.

## Controverses

### Allégations de vol de chansons
En octobre 2021, un incident notable est survenu sur la scène musicale lorsque Bhadext Cona, un musicien, a publiquement accusé Kuami Eugene de se livrer à un plagiat de chansons. La genèse de cette controverse remonte à l'intention initiale de Bhadext Cona de collaborer avec Kuami Eugene sur son titre « Bolga ». Cependant, elle affirme qu'au lieu de célébrer ce projet collaboratif, Kuami Eugene a réutilisé la chanson et l'a transformée en son album solo, intitulé « Bunker »,.

## Discographie

### Simple
| Titre                                           | Année | Album             |
| ----------------------------------------------- | ----- | ----------------- |
| "Ɛbɛyɛyie"                                      | 2017  |                   |
| "Fadama Boy"                                    | 2017  |                   |
| "Hiribaba" (featuring MzVee)                    | 2017  |                   |
| "Boum, bang, bang"                              | 2017  |                   |
| "Angèle"                                        | 2017  | Rockstar          |
| "Confusion"                                     | 2018  |                   |
| « Souhaite-moi bonne chance »                   | 2018  |                   |
| "Wish Me Well remix" (featuring Ice Prince)     | 2018  | Non-album singles |
| "Meji Meji" (featuring Davido)                  | 2018  | Non-album singles |
| "Walaahi"                                       | 2018  | Rockstar          |
| "No More" (featuring Sarkodie)                  | 2019  | Rockstar          |
| "Ohemaa" (featuring KiDi)                       | 2019  | Non-album singles |
| "Obiaato"                                       | 2019  | Non-album singles |
| "Venez"                                         | 2020  | Non-album singles |
| "Ghana We Dey" (featuring Samini & Shatta Wale) | 2020  | Fils d'Afrique    |
| « Porte ouverte »                               | 2020  | Fils d'Afrique    |
| "Feu Feu"                                       | 2022  | Feu Feu           |
| "Amour et chaos"                                | 2023  | Amour et chaos    |
| "Emporter"                                      |       | Emporter          |
| "Monica"                                        | 2024  | Monique           |

### En tant qu'artiste vedette
Vous trouverez ci-dessous quelques-uns des singles sur lesquels Kuami Eugene a été présenté.
| Title                                                                                         | Year            | Chart positions | Chart positions | Chart positions | Chart positions | Chart positions | Chart positions | Chart positions | Chart positions | Chart positions | Chart positions | Certifications                                         | Album             |
| Title                                                                                         | Year            | AUS             | FRA             | GER             | NLD             | NOR             | NZ              | SWE             | SWI             | UK              | US              | Certifications                                         | Album             |
| --------------------------------------------------------------------------------------------- | --------------- | --------------- | --------------- | --------------- | --------------- | --------------- | --------------- | --------------- | --------------- | --------------- | --------------- | ------------------------------------------------------ | ----------------- |
| "Rewind" (MzVee featuring Kuami Eugene)                                                       | 2017            | –               | –               | –               | –               | –               | –               | –               | –               | –               | —               |                                                        | Daavi             |
| "Adwenfi" (DJ Vyrusky featuring Shatta Wale & Kuami Eugene)                                   | 2017            | –               | –               | –               | –               | –               | –               | –               | –               | –               | —               |                                                        | Non-album singles |
| "Killing Me Softly" (Adina featuring Kuami Eugene)                                            | 2018            | –               | –               | –               | –               | –               | –               | –               | –               | –               | —               |                                                        | Non-album singles |
| "Kwani Kwani" (Tic featuring Kuami Eugene)                                                    | 2018            | –               | –               | –               | –               | –               | –               | –               | –               | –               | —               |                                                        | Non-album singles |
| "Baby Girl" (Strongman featuring Kuami Eugene)                                                | 2018            | –               | –               | –               | –               | –               | –               | –               | –               | –               | —               |                                                        | Non-album singles |
| "New African Girl" (Fuse ODG featuring KiDi & Kuami Eugene)                                   | 2018            | 90              | –               | –               | –               | –               | –               | –               | –               | –               | —               |                                                        | Non-album singles |
| "Back To Sender" (DJ Breezy featuring Kuami Eugene, Darko Vibes & Kwesi Arthur)               | 2018            | –               | –               | –               | –               | –               | –               | –               | –               | –               | —               |                                                        | Non-album singles |
| "Bend Down" (MzVee featuring Kuami Eugene ft issa Alpha Amadu koroma)                         | 2018            | –               | –               | –               | –               | –               | –               | –               | –               | –               | —               |                                                        | Non-album singles |
| "Drogba (Joanna) - new Africa remix" (Afro B featuring Mayorkun, Kuami Eugene, KiDi & Frenna) | 2018            | –               | –               | –               | –               | –               | –               | –               | –               | –               | —               |                                                        | Non-album singles |
| "Never Carry Last" (DJ Vyrusky featuring Mayorkun & Kuami Eugene)                             | 2018            | –               | –               | –               | –               | –               | –               | –               | –               | –               | —               |                                                        | Rockstar          |
| "Eternity" (Jupiter featuring Kuami Eugene)                                                   | 2018            | –               | –               | –               | –               | –               | –               | –               | –               | –               | —               |                                                        | Non-album singles |
| "Baby" (DJ Vyrusky featuring KiDi, Shatta Wale & Kuami Eugene)                                | 2019            | –               | –               | –               | –               | –               | –               | –               | –               | –               | —               |                                                        | Non-album singles |
| "E No Be My Matter" (Okyeame Kwame featuring Kuami Eugene)                                    | 2019            | –               | –               | –               | –               | –               | –               | –               | –               | –               | —               |                                                        | Made in Ghana     |
| "Nothing I Get (remix)" (Fameye featuring Kuami Eugene, Medikal & Article Wan)                | 2019            | –               | –               | –               | –               | –               | –               | –               | –               | –               | —               |                                                        | Non-album single  |
| "Honey" (Sarkodie featuring Kuami Eugene)                                                     | 2019            | –               | –               | –               | –               | –               | –               | –               | –               | –               | —               |                                                        | Black Love        |
| "Take Me Away" (Stonebwoy featuring KiDi & Kuami Eugene)                                      | 2019            | –               | –               | –               | –               | –               | –               | –               | –               | –               | —               |                                                        | Non-album singles |
| "No Dulling" (Keche featuring Kuami Eugene)                                                   | 2020            | –               | –               | –               | –               | –               | –               | –               | –               | –               | —               |                                                        | Non-album singles |
| "Love Nwantiti (Ah Ah Ah)" (CKay featuring Joeboy and Kuami Eugene)                           | 2020            | 8               | 1               | 6               | 1               | 1               | 2               | 4               | 1               | 3               | 29              | - ARIA: Gold - BPI: Platinum - RIAA: Gold - RMNZ: Gold | Non-album singles |
| ''Metua'' (Amerado featuring Kuami Eugene)                                                    | 2021Issa koroma | _               | _               | _               | _               | _               | _               | _               | _               | _               | _               |                                                        | Non-album singles |

## Prix et nominations
| Année | Organisation                     | Prix                                    | Bénéficiaire ou candidat                       | Result     |        |
| ----- | -------------------------------- | --------------------------------------- | ---------------------------------------------- | ---------- | ------ |
| 2024  | Telecel Ghana Music Awards       | Collaboration internationale de l'année | Cryptocurrency                                 | Nomination |        |
| 2022  | 3Music Awards                    | Artiste de l'année                      | Himself                                        | Nomination | [ 43 ] |
| 2022  | 3Music Awards                    | Meilleure collaboration de l'année      | Biibi Besi (Kwame Yogot ft. Kuami Eugene)      | Nomination | [ 43 ] |
| 2022  | 3Music Awards                    | Meilleure collaboration de l'année      | Yeeko (Okyeame Kwame ft. Kuami Eugene)         | Nomination | [ 43 ] |
| 2022  | 3Music Awards                    | Meilleure collaboration de l'année      | Happy Day (Sarkodie ft. Kuami Eugene)          | Nomination | [ 43 ] |
| 2022  | 3Music Awards                    | Chanson Hiplife de l'année              | Abodie (Captain Planet (4×4) ft. Kuami Eugene) | Nomination | [ 43 ] |
| 2022  | 3Music Awards                    | Chanson hip-hop de l'année              | Yeeko (Okyeame Kwame ft. Kuami Eugene)         | Nomination | [ 43 ] |
| 2022  | 3Music Awards                    | Chanson Afrobeats/Afropop de l'année    | ''Dollar on You''                              | Nomination | [ 43 ] |
| 2022  | 3Music Awards                    | Artiste Highlife de l'année             | Himself                                        | Nomination | [ 43 ] |
| 2022  | 3Music Awards                    | Chanson de l'année                      | Biibi Besi (Kwame Yogot ft. Kuami Eugene)      | Nomination | [ 43 ] |
| 2022  | 3Music Awards                    | Chanson de l'année                      | Yeeko (Okyeame Kwame ft. Kuami Eugene)         | Nomination | [ 43 ] |
| 2022  | 3Music Awards                    | Chanson de l'année                      | Happy Day (Sarkodie ft. Kuami Eugene)          | Nomination | [ 43 ] |
| 2022  | 3Music Awards                    | Producteur de l'année                   | Himself (Rockstar Made it)                     | Nomination | [ 43 ] |
| 2022  | 3Music Awards                    | Vidéo de l'année                        | Spiritual (KiDi ft. Kuami Eugene, Patoranking) | Nomination | [ 43 ] |
| 2021  | Vodafone Ghana Music Awards      | Artiste de l'année                      | Himself                                        | Nomination | [ 44 ] |
| 2021  | Vodafone Ghana Music Awards      | Chanson Highlife de l'année             | "Open Gate"                                    | Nomination | [ 44 ] |
| 2021  | Vodafone Ghana Music Awards      | La chanson la plus populaire de l'année | "Open Gate"                                    | Nomination | [ 44 ] |
| 2021  | Vodafone Ghana Music Awards      | Highlife Artiste de l'année             | Himself                                        | Lauréat    | [ 44 ] |
| 2021  | Vodafone Ghana Music Awards      | Album de l'année                        | "Son of Africa"                                | Nomination | [ 44 ] |
| 2021  | Vodafone Ghana Music Awards      | Collaboration internationale de l'année | "Show Body" (ft Falz)                          | Nomination | [ 44 ] |
| 2021  | Vodafone Ghana Music Awards      | Collaboration de l'année                | "Happy Day" (Sarkodie ft Kuami Eugene)         | Lauréat    | [ 44 ] |
| 2021  | Vodafone Ghana Music Awards      | Meilleur clip vidéo                     | "Open Gate"                                    | Nomination | [ 44 ] |
| 2021  | 3Music Awards                    | Artiste de l'année                      | Himself                                        | Nomination | [ 45 ] |
| 2021  | 3Music Awards                    | Artiste Highlife de l'année             | Himself                                        | Lauréat    | [ 45 ] |
| 2021  | 3Music Awards                    | Album de l'année                        | "Son of Africa"                                | Nomination | [ 45 ] |
| 2021  | 3Music Awards                    | Chanson de l'année                      | "Open Gate"                                    | Nomination | [ 45 ] |
| 2021  | 3Music Awards                    | Afrobeats/Afropop de l'année            | "Open Gate"                                    | Nomination | [ 45 ] |
| 2021  | 4syte TV Music Video Awards      | Meilleure vidéo Highlife                | "Open Gate"                                    | Nomination | [ 46 ] |
| 2021  | 4syte TV Music Video Awards      | Vidéo la plus populaire                 | "Open Gate"                                    | Lauréat    | [ 46 ] |
| 2021  | 4syte TV Music Video Awards      | Meilleure vidéo masculine               | "Open Gate"                                    | Nomination | [ 46 ] |
| 2021  | 4syte TV Music Video Awards      | Meilleure vidéo d'effets spéciaux       | "Turn Up"                                      | Lauréat    | [ 46 ] |
| 2021  | 4syte TV Music Video Awards      | Meilleur scénario                       | "Open Gate"                                    | Nomination | [ 46 ] |
| 2021  | 4syte TV Music Video Awards      | Artiste le plus influent                | Himself                                        | Lauréat    | [ 46 ] |
| 2021  | 4syte TV Music Video Awards      | Meilleure vidéo montée                  | "Open Gate"                                    | Nomination | [ 46 ] |
| 2021  | 4syte TV Music Video Awards      | Meilleure vidéo réalisée                | "Open Gate"                                    | Nomination | [ 46 ] |
| 2021  | 4syte TV Music Video Awards      | Meilleure vidéo globale                 | "Open Gate"                                    | Nomination | [ 46 ] |
| 2020  | Vodafone Ghana Music Awards      | Artiste de l'année                      | Himself                                        | Lauréat    | [ 6 ]  |
| 2020  | Vodafone Ghana Music Awards      | Chanson Highlife de l'année             | "Obiaato"                                      | Nomination | [ 6 ]  |
| 2020  | Vodafone Ghana Music Awards      | Meilleure vidéo de l'année              | "Obiaato"                                      | Nomination | [ 6 ]  |
| 2020  | Vodafone Ghana Music Awards      | Highlife Artiste de l'année             | Himself                                        | Lauréat    | [ 6 ]  |
| 2020  | Vodafone Ghana Music Awards      | Chanteur masculin de l'année            | Himself                                        | Nomination | [ 6 ]  |
| 2020  | Vodafone Ghana Music Awards      | Meilleure collaboration de l'année      | "Ohemaa" (ft KiDi)                             | Nomination | [ 6 ]  |
| 2020  | Vodafone Ghana Music Awards      | La chanson la plus populaire de l'année | "Obiaato"                                      | Nomination | [ 6 ]  |
| 2020  | 3Music Awards                    | Chanson Highlife de l'année             | "Walaahi"                                      | Nomination | [ 47 ] |
| 2020  | 3Music Awards                    | Highlife Artiste de l'année             | "Obiaato"                                      | Lauréat    | [ 47 ] |
| 2019  | Vodafone Ghana Music Awards      | Artiste de l'année                      | Himself                                        | Nomination | [ 29 ] |
| 2019  | Vodafone Ghana Music Awards      | Highlife Artiste de l'année             | Himself                                        | Lauréat    | [ 48 ] |
| 2019  | Vodafone Ghana Music Awards      | Producteur de l'année                   | Himself                                        | Lauréat    | [ 48 ] |
| 2019  | Vodafone Ghana Music Awards      | Album de l'année                        | Rockstar                                       | Lauréat    | [ 48 ] |
| 2019  | Vodafone Ghana Music Awards      | Chanson de l'année                      | "Wish Me Well"                                 | Nomination | [ 29 ] |
| 2019  | Vodafone Ghana Music Awards      | Chanson Highlife de l'année             | "Wish Me Well"                                 | Nomination | [ 29 ] |
| 2019  | Vodafone Ghana Music Awards      | Meilleure collaboration                 | "Never Carry Last"                             | Nomination | [ 29 ] |
| 2019  | 3Music Awards                    | Acte High-life de l'année               | Himself                                        | Lauréat    | [ 49 ] |
| 2019  | 3Music Awards                    | Chanson High-life de l'année            | "Wish Me Well"                                 | Lauréat    | [ 49 ] |
| 2019  | Ghana Music Awards UK            | Chanson Highlife de l'année             | "Wish Me Well"                                 | Lauréat    | [ 50 ] |
| 2019  | Ghana Music Awards UK            | Highlife Artiste de l'année             | Himself                                        | Lauréat    | [ 50 ] |
| 2019  | Ghana Music & Arts Awards Europe | Chanson Highlife de l'année             | "Wish Me Well"                                 | Lauréat    | [ 51 ] |
| 2019  | Ghana Music & Arts Awards Europe | Highlife Artiste de l'année             | Himself                                        | Lauréat    | [ 51 ] |
| 2019  | Ghana Music & Arts Awards Europe | Artiste de l'année                      | Himself                                        | Lauréat    | [ 51 ] |
| 2018  | 4syte Music Video Awards         | Meilleure vidéo de scénario             | "Angela"                                       | Nomination |        |
| 2018  | Ghana Music Awards               | Chanson High-life de l'année            | "Angela"                                       | Nomination | [ 53 ] |
| 2018  | Ghana Music Awards               | Chanson de l'année                      | "Angela"                                       | Nomination | [ 53 ] |
| 2018  | Ghana Music Awards               | Meilleur chanteur masculin              | Himself                                        | Nomination | [ 53 ] |
| 2018  | Ghana Music Awards               | High-life Artiste de l'année            | Himself                                        | Lauréat    | [ 54 ] |
| 2018  | Ghana Music Awards               | Meilleur nouvel artiste                 | Himself                                        | Lauréat    | [ 54 ] |
| 2018  | Liberia Music Awards             | Meilleur artiste international          | Himself                                        | Nomination |        |
| 2018  | Ghana Music Awards UK            | Meilleur nouvel artistee de l'année     | Himself                                        | Lauréat    | [ 55 ] |
| 2018  | AFRIMA                           | L'artiste le plus prometteur d'Afrique  | Himself                                        | Lauréat    | [ 56 ] |
| 2024  | Ghana Music Awards               | Best Highlife Artiste de l'année        | Himself                                        | Lauréat    |        |
| 2024  | 3Music Awards                    | Chanson Afrobeats/Afro Pop de l'année   | "Cryptocurrency"                               | En attente | [ 57 ] |
| 2024  | 3Music Awards                    | Chanson Afrobeats/Afro Pop de l'année   | "Cryptocurrency"                               | En attente | [ 57 ] |
| 2024  | 3Music Awards                    | Chanson Afrobeats/Afro Pop de l'année   | "Monica"                                       | En attente | [ 57 ] |
| 2024  | 3Music Awards                    | Chanson virale de l'année               | "Monica"                                       | En attente | [ 57 ] |
| 2024  | 3Music Awards                    | Album de l'année                        | Love & Chaos                                   | En attente | [ 57 ] |
| 2024  | 3Music Awards                    | Artiste (MVP) de l'année                | Himself                                        | En attente | [ 57 ] |
| 2024  | 3Music Awards                    | Meilleure collaboration de l'année      | "Broken Heart"                                 | En attente | [ 57 ] |
| 2024  | 3Music Awards                    | Meilleure collaboration de l'année      | "Cryptocurrency"                               | En attente | [ 57 ] |
| 2024  | 3Music Awards                    | Chanson Highlife de l'année             | "Yolo"                                         | En attente | [ 57 ] |
| 2024  | 3Music Awards                    | Artiste Highlife de l'année             | Himself                                        | En attente | [ 57 ] |
| 2024  | 3Music Awards                    | Chanson Hiplife de l'année              | "Yahitte Remix"                                | En attente | [ 57 ] |
| 2024  | 3Music Awards                    | Producteur de l'année                   | Broken Heart, Monica, Cryptocurrency, Victory  | En attente | [ 57 ] |
| 2024  | 3Music Awards                    | Chanson de l'année                      | "Monica"                                       | En attente | [ 57 ] |
| 2024  | 3Music Awards                    | Vidéo de l'année                        | "Cryptocurrency"                               | En attente | [ 57 ] |
| 2024  | 3Music Awards                    | Vidéo de l'année                        | "Broken Heart"                                 | En attente | [ 57 ] |
| 2024  | Ghana Music Awards USA 2024      | Artiste de l'année                      | Himself                                        | Nomination | [ 58 ] |
| 2024  | Ghana Music Awards USA 2024      | Highlife Artiste de l'année             | Himself                                        | Nomination | [ 58 ] |
| 2024  | Ghana Music Awards USA 2024      | La chanson la plus populaire de l'année | "Monica"                                       | Nomination | [ 58 ] |
| 2024  | Ghana Music Awards USA 2024      | La chanson la plus populaire de l'année | "Yahitte Remix"                                | Nomination | [ 58 ] |
| 2024  | Ghana Music Awards USA 2024      | Meilleure collaboration de l'année      | "Yahitte Remix"                                | Nomination | [ 58 ] |
| 2024  | Ghana Music Awards USA 2024      | Meilleure collaboration de l'année      | "Broken Heart"                                 | Nomination | [ 58 ] |
| 2024  | Ghana Music Awards USA 2024      | Meilleure collaboration de l'année      | "Cryptocurrency"                               | Nomination | [ 58 ] |
| 2024  | Ghana Music Awards UK            | Artiste de l'année                      | Himself                                        | En attente | [ 59 ] |
| 2024  | Ghana Music Awards UK            | Highlife Artiste de l'année             | Himself                                        | En attente | [ 59 ] |
| 2024  | Ghana Music Awards UK            | La chanson la plus populaire de l'année | "Monica"                                       | En attente | [ 59 ] |
| 2024  | Ghana Music Awards UK            | Meilleure collaboration de l'année      | "Yahittie (Remix)"                             | En attente | [ 59 ] |
| 2024  | Ghana Music Awards UK            | Meilleur clip vidéo de l'année          | "Fate"                                         | En attente | [ 59 ] |
| 2024  | Ghana Music Awards UK            | Meilleur clip vidéo de l'année          | "Broken Heart"                                 | En attente | [ 59 ] |
| 2024  | Ghana Music Awards UK            | Meilleur clip vidéo de l'année          | "Cryptocurrency"                               | En attente | [ 59 ] |
| 2024  | Ghana Music Awards UK            | Meilleure chanson Afrobeats de l'année  | "Otello"                                       | En attente | [ 59 ] |
| 2024  | Ghana Music Awards UK            | Meilleure chanson Afrobeats de l'année  | "Broken Heart"                                 | En attente | [ 59 ] |
| 2024  | Ghana Music Awards UK            | Meilleure chanson Afrobeats de l'année  | "Monica"                                       | En attente | [ 59 ] |
| 2024  | Ghana Music Awards UK            | Best Chanson Highlife de l'année        | "Monica"                                       | En attente | [ 59 ] |
| 2024  | Ghana Music Awards UK            | Producteur de l'année                   | "Monica"                                       | En attente | [ 59 ] |
| 2024  | Ghana Music Awards UK            | Best Chanson Hiplife de l'année         | "Y'ahite (Remix)"                              | En attente | [ 59 ] |